# Verkeerd verbonden (televisieserie)
Verkeerd verbonden is een komische televisieserie die tussen 2000 en 2002 werd uitgezonden door de TROS en vanaf 15 mei 2010 te zien is op Comedy Central Family.
De serie draait om de gescheiden copywriter Paul van Dungen (gespeeld door Bert Kuizenga) die in één huis woont met zijn tienerdochter Gwen (Eva Poppink) en zijn voormalige schoonmoeder Sophie de Swaan (Elsje de Wijn). Thomas de Rooy (Jasper van Overbruggen), het vriendje van dochter Gwen, heeft ook zijn intrek genomen in het huis. Tot ergernis van Paul komen zijn ex-vrouw Inge de Swaan (Mary-Lou van Steenis) en haar nieuwe partner Roel Karreman (Cees Geel) geregeld over de vloer.

## Acteurs
- Bert Kuizenga - Paul van Dungen
- Mary-Lou van Steenis - Inge de Swaan
- Eva Poppink - Gwen van Dungen
- Jasper van Overbruggen - Thomas de Rooy
- Elsje de Wijn - Sophie de Swaan
- Cees Geel - Roel Karreman

## Afleveringen

### Seizoen 1
1. Het verjaardagsfeest
2. Liefde half om half
3. De ingebeelde ziekte
4. Op hoop van zegen
5. En nou ik!
6. In wankel evenwicht
7. Alles voor de Tuin
8. Een zwarte kerst
9. Veel leven om niets
10. U bent mijn moeder
11. Lessen in liefde
12. Wederzijds huwelijksbedrog
13. Bedrog
14. De ernst van Ernst
15. Droomspel
16. Twee op de wip
17. Mussen en zwanen
18. Jaloezieën
19. Ommezien in wrok
20. Dagboek van een gek

### Seizoen 2
1. Bekende gezichten, gemengde gevoelens
2. Het jachtgezelschap
3. Spiegels
4. De getatoeëerde roos
5. Spoken
6. Buren
7. Verre Vrienden
8. Voorjaarsontwaken
9. Spel der Vergissingen
10. Een tot nog toe onvervuld verlangen